# باركر فينيلي
باركر فينيلي (بالإنجليزية: Parker Fennelly)‏ مواليد 22 أكتوبر 1891 في مين، الولايات المتحدة - الوفاة 22 يناير 1988 في بيكسكيل، الولايات المتحدة، هو ممثل وكوميدي أمريكي بدأ مسيرته الفنية سنة 1924. من أعماله الروس قادمون. امتدت مسيرته الفنية لأكثر من 47 عاما.

## روابط خارجية
- باركر فينيلي على موقع IMDb (الإنجليزية)
- باركر فينيلي على موقع قاعدة بيانات برودواي على الإنترنت (الإنجليزية)
- باركر فينيلي على موقع قاعدة بيانات برودواي على الإنترنت (الإنجليزية)
- باركر فينيلي على موقع ديسكوغز (الإنجليزية)
- باركر فينيلي على موقع قاعدة بيانات الفيلم (الإنجليزية)